# 日立評論
『日立評論』（ひたちひょうろん）は、日立製作所の技術情報を紹介するWebメディア。
主に日立製作所の最新技術情報や直近の製品などを掲載・紹介している。

## 歴史
日立製作所創業8年目の1918年（大正7年）1月に、アメリカの『米国電気工師会誌』『GE評論』を範として創刊された、自社の技術情報を紹介する雑誌『日立評論』を源流とする。
発刊は当時設計係長を務めた馬場粂夫が創業者の小平波平に直訴したことで実現したとされ、馬場は創刊号の発刊の辞に「新特許を紹介する事，新発見の研究事項を発表する事，カストマーの意見の貫徹を計る事」を目的とし、「技術の練磨，相互研鑽の場，学術振興」を念願としたと記している。
創刊当初に欠刊を生じさせたほか、太平洋戦争が激化した1944年（昭和19年）6月から戦後の1946年（昭和21年）10月の間に休刊を挟んでいるが、基本的には月刊誌として刊行が続けられていた。2016年（平成28年）は一部の月で合併号の形態をとり、2017年（平成29年）以降は正式に隔月刊に移行、2022年（令和4年）には年3回の刊行となった。
雑誌としての刊行・ナンバリングは2023年（令和5年）6月発行の第105巻第3号が最後であり、2024年（令和6年）からはその名称をWebメディアに引き継ぎ、雑誌としては廃刊となっている。